# Alexandre-Félix Alméras
Alexandre-Félix Alméras (Ginevra, 29 gennaio 1811 – Ginevra, 11 dicembre 1868) è stato un politico svizzero.

## Biografia
Figlio di Abraham-Maurice Alméras, maestro di disegno, e di Anne Chappuis, studiò lettere e scienze all'Accademia di Ginevra dal 1826 al 1831, dedicandosi in seguito alla pittura. Sposò Anne-Lucile Counis, figlia di Adam Counis, incisore di metalli preziosi.
Seguace e amico fedele di James Fazy, assunse la carica di segretario del Dipartimento dei lavori pubblici dal 1850 al 1856, poi quella di direttore dei magazzini doganali dal 1857 al 1861. Nel 1841 fece parte dell'Association du Trois Mars, gruppo di ispirazione democratica che rivendicava la creazione di un'assemblea costituente. Fu deputato radicale al Gran Consiglio dal 1844 al 1860, di cui fu anche secondo vicepresidente dal 1847 al 1851 e primo vicepresidente dal 1851 al 1852. Fu inoltre membro della Costituente cantonale del 1846-1847.
A livello nazionale fu inviato alla Dieta federale nel 1848, Consigliere nazionale dal 1848 al 1854 e Consigliere agli Stati dal 1860 al 1862.